# Szonowice (Biała)
Szonowice (nazwa oboczna Szynowice, niem. Schönowitz) – dawna wieś, obecnie część miasta Białej, która obejmuje obszar w okolicy ul. Szynowice.

## Historia

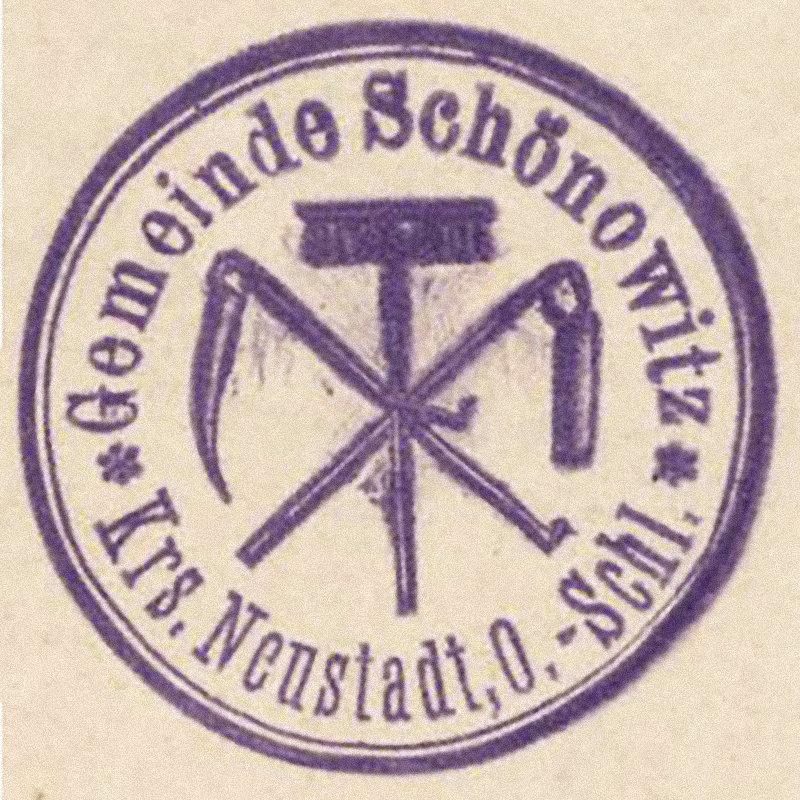
Pieczęć Szonowic (1909)

Do 1742 wieś należała do powiatu sądowego bialskiego w Monarchii Habsburgów. Po I wojnie śląskiej znalazła się w granicach Królestwa Prus i weszła w skład powiatu prudnickiego w prowincji Śląsk. Wieś posiadała swoją własną pieczęć, która przedstawiała w polu grabie w słup, za nimi skrzyżowane kosa i cep, a w otoku napis: SCHONOWITZER GEM SIEGEL / NEUSTAEDTER KREIS (pol. Gmina Szonowice / Powiat Prudnicki).
Według spisu ludności z 1 grudnia 1910, na 498 mieszkańców Szonowic 82 posługiwało się językiem niemieckim, 374 językiem polskim, a 42 było dwujęzycznych. W 1921 w zasięgu plebiscytu na Górnym Śląsku znalazła się tylko część powiatu prudnickiego. Szonowice znalazły się po stronie zachodniej, poza terenem plebiscytowym. 1 czerwca 1948 r. nadano miejscowości, wówczas administracyjnie związanej z Białą, polską nazwę Szonowice. W spisie gromad i miejscowości w powiecie prudnickim na dzień 1 stycznia 1953 wymieniono Szonowice jako przedmieście Białej pod nazwą Szynowice.
W miejscowości działała niższa szkoła rolnicza. W 1994 w Szonowicach otwarty został zakład produkcyjny Ustronianki.